# Střížovice u Kvasic
Střížovice (deutsch Strischowitz, früher Strziziowitz) ist eine Gemeinde in Tschechien. Sie liegt sechs Kilometer südöstlich von Kroměříž und gehört zum Okres Kroměříž.

## Geographie
Střížovice befindet sich am nordöstlichen Fuße des Marsgebirges in der Obermährischen Senke (Hornomoravský úval). Die Gemeinde liegt rechtsseitig der Bäche Bařický potok und Dolní Kotojedka in der Marchebene. Knapp zwei Kilometer nordöstlich mündet die Rusava in die March. Südöstlich des Dorfes liegt der Sumpf Bašnov, dahinter erhebt sich der Hügel Vražisko und im Süden der Vinohrádek (295 m). Gegen Norden liegt der Fischteich Nový rybník, östlich der Baggersee Tlumačov.
Nachbarorte sind Bílany und Hulín im Norden, Doubravice, Záhlinice und Kurovice im Nordosten, Tlumačov im Osten, Kvasice im Südosten, Chlum und Karolín im Süden, Bařice und Velké Těšany im Südwesten, Trňák und Drahlov im Westen sowie Těšnovice und Trávník im Nordwesten.

## Geschichte
Das Dorf entstand als Angerdorf auf einer kleinen Terrasse über dem Sumpfgebiet der Marchauen. Die erste schriftliche Erwähnung von Strzesnicze erfolgte im Jahre 1365 im Zuge der Errichtung der Herrschaft Kvasice durch Milota II. de Kwassicz. Im Jahre 1406 wurde das Dorf als Strzyezowicz und Strzizowicz bezeichnet. Während der Hussitenkriege plünderten und brandschatzten die Hussiten die dem strengen Katholiken und Anhänger des Kaisers, Milota von Benešov und Kvasice gehörige Herrschaft. Im Juni 1423 eroberten die Aufständischen unter Diviš Bořek von Dohalice und Miletínek nach einem dreitägigen Kampf, bei dem auch der Grundherr fiel, die Burg Kvasice. Danach liefen allein aus Bělov etwa 200 Einwohner zu den Hussiten über. 1433 verkaufte Milotas Schwester Anna die Herrschaft an Jan Kužel von Žeravice. Aus dem Jahre 1437 ist der Ortsname Strzyzowicze überliefert. Im Jahre 1490 gehörte Strzyzowicze zu den Gütern des Arnošt Kužel von Žeravice und Kvasice. Dieser erweiterte die Herrschaft, und in seinem 1507 zu Gunsten von Hynek Boček von Kunstadt aufgesetzten Testament sind die Dörfer Strzyzowicze, Trávník, Nětčice, Záhlinice, Bělov, Prusinky und Skržice; zur Hälfte die Dörfer Kotojedy, Těšnovice, Kudlovice und Jarohněvice, Újezdec, Ohníštky und Kladoruby sowie die wüsten Dörfer Sulimov und Nová Dědina aufgeführt. Im Laufe des 16. Jahrhunderts folgten Albrecht von Sternberg, Johann der Ältere von Ludanitz und Chropyně und Kaspar Vyškota von Vodnik als Besitzer von Kvasnice. 1591 erwarb Anna von Obrham die Güter und nach ihr Georg von Würben und Freudenthal. Er gehörte 1619 zu den Vertretern der mährischen Protestanten und verstarb nach der Schlacht am Weißen Berg im Kerker. Seine Witwe kaufte 1625 die konfiszierte Herrschaft von der Böhmischen Kammer zurück und verkaufte sie im Jahre darauf an Johann von Rottal. Während des Dreißigjährigen Krieges fielen 1643 die Truppen des schwedischen Feldherrn Torstensson nach der Eroberung von Kroměříž in die Herrschaft Kvasice ein und verwüsteten sie gänzlich. Nach dem Ende des Krieges waren in der ganzen Herrschaft nur noch 104 Häuser bewohnt. Johann von Rottal gelang es, den verödeten Landstrich wieder zu besiedeln. In den Jahren 1699, 1711 und 1719 führten Pestepidemien zu einem erneuten Niedergang. Weitere überlieferte Ortsbezeichnungen sind Stržiziowitz (1718), Strzizowitz (1720) und Stržižowitz (1751). 1742 plünderten preußische Truppen unter Oberst de la Motte Fouqué, die in Kroměříž lagerten, die ganze Gegend. Wenig später quartierte sich in Kvasice das Nassauische Regiment ein. Joachim Adam von Rottal ließ aus Männern seiner Herrschaft zum Schutz seines Besitzes vor den Nassauern die Freikompanie Kvasice bilden. 1746 erbten seine Tochter Marie Anna und deren Mann Franz Adam von Lamberg die Herrschaft. Das älteste Ortssiegel stammt von 1748 und trägt die Inschrift PECZET OBECZNI DIEDENY STRYOWIC. 1845 erwarb Friedrich von Thun und Hohenstein durch Heirat mit Leopoldine von Lamberg die Herrschaft. Bis zur Mitte des 19. Jahrhunderts blieb das Dorf immer nach Kvasice untertänig.
Nach der Aufhebung der Patrimonialherrschaften bildete Střizowice / Strzizowitz ab 1850 eine Gemeinde in der Bezirkshauptmannschaft Kroměříž. Ab 1872 verwendete die Gemeinde den Namen Střižovice und seit 1881 Střížovice. Nach dem Tode von Leopoldine von Lamberg erbte 1902 ihr Sohn Jaroslav von Thun-Hohenstein die Güter. Dessen Sohn Ernst Graf von Thun und Hohenstein wurde nach dem Zweiten Weltkrieg enteignet.
Die Gemeinde führt ein Wappen und Banner. Das Symbol des Roten Schützen auf silbernem Feld geht zurück auf das Wappen des Benesch de Kwassicz, das sowohl im Sanctuarium der Friedhofskirche Mariä Himmelfahrt in Kvasice als im Wappensaal des Wenzelschlosses in Lauf an der Pegnitz erhalten ist. Ethnographisch und kulturell befindet sich Střížovice am Übergang von der Hanna zur Mährischen Walachei und Mährischen Slowakei.

## Gemeindegliederung
Für die Gemeinde Střížovice sind keine Ortsteile ausgewiesen.

## Sehenswürdigkeiten
- Statue des hl. Florian, auf dem Dorfanger
- Glockenturm, auf dem Dorfanger
- Wegekreuz, am östlichen Ortsrand
- Sumpfgebiet Bašnov, südöstlich des Dorfes
- Kapelle der Schmerzhaften Jungfrau Maria, südöstlich des Ortes auf dem Hügel Vražisko, erbaut 1763.